# Villars (Loira)
Villars és un municipi francès al departament del Loira (regió d'Alvèrnia-Roine-Alps). El 2021 tenia 7.783 habitants.